# الإدارة العسكرية الألمانية في فرنسا (الحرب العالمية الثانية)
كانت الإدارة العسكرية في فرنسا (بالألمانية: Militärverwaltung in Frankreich)، وتسمى عند الفرنسيين الاحتلال الألماني لفرنسا (بالفرنسية: Occupation de la France par l'Allemagne)‏ سلطة احتلال مؤقتة أنشأتها ألمانيا النازية خلال الحرب العالمية الثانية لإدارة المنطقة المحتلة في مناطق شمال وغرب فرنسا. أُعيد تسمية المنطقة التي كان يطلق عليها اسم المنطقة المحتلة باسم «المنطقة الشمالية» في نوفمبر 1942، عندما احتُلت المنطقة التي كانت غير محتلة سابقًا في الجنوب والمعروفة باسم المنطقة الحرة أُعيد تسميتها باسم المنطقة الجنوبية.
كان دورها في فرنسا محكومًا جزئيًا بالشروط التي حددتها معاهدة وقف إطلاق النار الثانية في مدينة كومبين (هدنة 22 يونيو 1940) بعد نجاح الحرب الخاطفة للفيرماخت التي أدت إلى سقوط فرنسا؛ في ذلك الوقت، اعتقد كل من الفرنسيين والألمان أن الاحتلال سيكون مؤقتًا ولن يستمر حتى يتوصل الألمان إلى تفاهم مع بريطانيا، الذي كان يُعتقد أنه وشيك (قريب الحدوث). على سبيل المثال، وافقت فرنسا على أن جنودها سيظلون أسرى حرب حتى وقف جميع الأعمال العدائية.
استُبدلت «الدولة الفرنسية» بالجمهورية الفرنسية الثالثة التي كانت قد حُلت خلال هزيمة فرنسا، مع اقتصار سيادتها وسلطتها على المنطقة الحرة. نظرًا لأن باريس كانت تقع في المنطقة المحتلة، فقد كانت حكومتها متموضعة في مدينة الحمامات الطبية (منتجعات الينابيع الساخنة) فيشي في أوفيرن، وبالتالي كانت تعرف باسم فرنسا الفيشية.
في حين أن حكومة فيشي كانت مسؤولة اسمياً عن كل فرنسا، فإن الإدارة العسكرية في المنطقة المحتلة كانت فعليًا (بحكم الأمر الواقع) دكتاتورية نازية. امتد حكمها إلى المنطقة الحرة عندما غزتها ألمانيا وإيطاليا خلال عملية (كيس) أنطون في 11 نوفمبر 1942 استجابة لعملية الشعلة، وإنزال الحلفاء في شمال أفريقيا الفرنسية في 8 نوفمبر 1942. ظلت حكومة فيشي موجودة، على الرغم من تقليص سلطتها بشدة في ذلك الوقت.
انتهت الإدارة العسكرية في فرنسا بتحرير فرنسا بعد إنزالي نورماندي وبروفنس. كان وجودها رسميًا من مايو 1940 إلى ديسمبر 1944، على الرغم من أن الحلفاء قد حرروا معظم أراضيها بحلول نهاية صيف 1944.

## مناطق الاحتلال
استُولي على الألزاس واللورين بعد الحرب الفرنسية البروسية في عام 1871 من قبل الإمبراطورية الألمانية وأُعيدتا إلى فرنسا، ثم أُعيد ضمهما بعد الحرب العالمية الأولى، من قبل الرايخ الثالث (وبالتالي إخضاع سكانها الذكور للتجنيد العسكري الألماني). ارتبطت إدارتا نورد وبا دو كاليه بالإدارة العسكرية في بلجيكا وشمال فرنسا، والتي كانت مسؤولة أيضًا عن الشؤون المدنية في المنطقة الممنوعة الواسعة التي يبلغ طولها 20 كيلومترًا (12 ميل) على طول ساحل المحيط الأطلسي. وكانت هناك «منطقة محظورة» أخرى في شمال شرق فرنسا، مماثلة للورين ونحو نصف كل من فرانش كونته وشامبانيا وبيكاردي. مُنع لاجئو الحرب من العودة إلى ديارهم، وكانت المناطق مخصصة للمستوطنين الألمان ولإلحاقها مع النظام النازي الجديد (بالألمانية: نويي أوردنونغ).
تتألف المنطقة المحتلة (بالفرنسية: زون أوكيوبي، وبالألمانية: بيزيتستيس غيبيت) من بقية شمال وغرب فرنسا، بما في ذلك المنطقتان المحظوران.
أصبح الجزء الجنوبي من فرنسا، باستثناء النصف الغربي من آكيتين على طول ساحل المحيط الأطلسي، المنطقة الحرة (بالفرنسية: زون ليبر)، حيث ظل نظام فيشي يتمتع بالسيادة كدولة مستقلة، على الرغم من النفوذ الألماني الكبير بسبب القيود المفروضة بسبب الهدنة (بما في ذلك ترفيد (إتاوة) كبير) والاعتماد الاقتصادي على ألمانيا. شكلت مساحة تبلغ 246,618 كيلومتر مربع، أي نحو 45٪ من فرنسا، وشملت نحو 33٪ من إجمالي القوى العاملة الفرنسية. كان الخط الفاصل بين المنطقة الحرة والمنطقة المحتلة حدودًا فعلية، إذ تستلزم تصريحًا خاصًا وتصريح عبور من السلطات الألمانية لعبورها.
ظلت هذه القيود سارية بعد احتلال فيشي وإعادة تسمية المنطقة باسم المنطقة الجنوبية (بالألمانية: زوني زود)، كما وُضعت تحت الإدارة العسكرية في نوفمبر 1942.
تتألف منطقة الاحتلال الإيطالي من مناطق صغيرة على طول حدود جبال الألب، ومنطقة منزوعة السلاح طولها 50 كيلومترًا (31 ميل). ووسعت لتشمل جميع الأراضي على الضفة اليسرى لنهر الرون بعد غزوها المشترك مع ألمانيا لفرنسا الفيشية في 11 نوفمبر 1942، باستثناء المناطق المحيطة بليون ومارسيليا، والتي أُضيفت إلى زوني زود (المنطقة الجنوبية) الألمانية، وكورسيكا.
احتلت ألمانيا أيضًا منطقة الاحتلال الإيطالي وأضيفت إلى زوني زود بعد استسلام إيطاليا في سبتمبر عام 1943، باستثناء كورسيكا التي حُررت من قبل إنزال للقوات الفرنسية الحرة والقوات الإيطالية المحلية التي انتقلت للقتال إلى جانب الحلفاء.

## البنية الإدارية
بعد أن اتفقت ألمانيا وفرنسا على هدنة بعد هزائم مايو ويونيو، قام المارشال فيلهلم كايتل والجنرال تشارلز هونتتسينجر، ممثلو الرايخ الثالث وممثل الحكومة الفرنسية المارشال فيليب بيتان، بتوقيعها في 22 يونيو 1940 في تسوية ريثوندز في غابة كومبين. كما حدث في نفس المكان وفي نفس عربة السكك الحديدية حيث عُقدت هدنة كومبين الأولى في الحرب العالمية الأولى عندما استسلمت ألمانيا، وبذلك أصبحت تُعرف باسم معاهدة وقف إطلاق النار الثانية في مدينة كومبيين.

قُسمت فرنسا تقريبًا إلى منطقة شمالية محتلة ومنطقة جنوبية غير محتلة، وفقًا لمعاهدة الهدنة «من أجل حماية مصالح الرايخ الألماني». ظلت الإمبراطورية الاستعمارية الفرنسية تحت سلطة النظام الفيشي للمارشال بيتان. كان يجب ممارسة السيادة الفرنسية على كامل الأراضي الفرنسية، بما في ذلك المنطقة المحتلة، الألزاس وموزيل، لكن المادة الثالثة من الهدنة تنص على أن السلطات الفرنسية في المنطقة المحتلة يجب أن تطيع الإدارة العسكرية وأن ألمانيا ستمارس حقوقها (نفوذها) كقوة احتلال من خلالها:
«في المنطقة المحتلة من فرنسا، يمارس الرايخ الألماني جميع حقوق القوة المحتلة. تتعهد الحكومة الفرنسية بتسهيل تطبيق هذه الحقوق بكل طريقة ممكنة، وتقديم المساعدة من الخدمات الإدارية الفرنسية لتحقيق هذه الغاية. ستقوم الحكومة الفرنسية على الفور بتوجيه جميع المسؤولين والإداريين في الأراضي المحتلة للامتثال لقواعد السلطات العسكرية الألمانية والتعاون معها تعاوناً كاملاً».

## وصلات خارجية
- Cliotexte: sources on collaboration and resistance (بالفرنسية)
- Cliotexte: daily life under occupation (بالفرنسية)
- NAZI diplomacy: Vichy, 1940